# Erdenesant
Erdenesant (mongoliska: Эрдэнэсант Сум, Эрдэнэсант, Erdenesant Sum) är ett distrikt i Mongoliet.   Det ligger i provinsen Töv, i den centrala delen av landet, 190 km väster om huvudstaden Ulaanbaatar.